# Twitter Xmas Single
Twitter Xmas Single bzw. #twitterxmassingle ist ein Twitter-Musikprojekt aus Irland.

## Hintergrund
Am 19. November 2011 hatte die Irin Brenda Drumm die Idee einer "Twitter Xmas Single" und startete eine Aktion bei Twitter. Innerhalb kürzester Zeit fanden sich 140 Twitter-User, darunter auch professionelle Musiker, die sich an dem Projekt beteiligen wollten und sich acht Tage später in der Hauptstadt Dublin im Westin Hotel zu gemeinsamen Aufnahmen einfanden. Als Twitter-Weihnachtslied wurde der Winter Song ausgewählt, der sich als Duett von Sara Bareilles und Ingrid Michaelson bereits in den irischen Charts befand. 
Ab 4. Dezember wurde das Lied bei iTunes angeboten und erreichte dort Platz 1 in Irland. In den offiziellen Charts stieg es kurz darauf auf Platz 8 ein. Die Einnahmen des Wohltätigkeitsprojekts gehen an die Frühgeborenenstation des National Maternity Hospital in der Holles Street in Dublin.
Im Jahr darauf wurde das Projekt wiederholt und nannte sich #txs2. Das Lied Holding On for Christmas wurde vom bekannten Komponisten christlicher Lieder Ian Callanan eigens für das Projekt geschrieben. Als Nutznießer der Aktion wurde die Organisation Console ausgewählt, die sich um Selbstmordgefährdete und Hinterbliebene von Selbstmördern kümmert. Bereits am 11. November kamen die freiwilligen Musiker und Sänger zusammen und am 9. Dezember wurde das Ergebnis veröffentlicht. Die zweite Single konnte jedoch nicht an den ersten Erfolg anknüpfen und kam nur auf Platz 63 in Irland.

## Diskografie
Singles
- (The Twitterers and Twitterettes of the Parish of Twitter Proudly Present) Winter Song (2011)
- Holding On for Christmas (2012)